# Clonee
Clonee (Iers: Cluain Aodha) is een plaats in het Ierse graafschap Meath en Dublin. De plaats telt 173 inwoners.